# Libanees pond
Het Libanese pond is de munteenheid van Libanon.
De volgende munten worden gebruikt: 25, 50, 100 (allemaal nauwelijks gebruikt), 250 en 500 pond. Het papiergeld is beschikbaar in 1000, 5000, 10.000, 20.000, 50.000 en 100.000 pond.
Het pond is ook wel bekend als de lira, hetgeen de Arabische vertaling is van pond.

## Geschiedenis
Al in de 5e eeuw v.Chr. gaven de lokale vorsten van het huidige Libanon munten uit. Tijdens de Romeinse overheersing werd de denarius gebruikt. Tussen de 12e en de 15e eeuw was Libanon deel van twee kruisvaarderskoninkrijken, die hun gouden, zilveren en bronzen munten meenamen. In 1516 werd Libanon een deel van het Ottomaanse Rijk, zodat de Ottomaanse piaster (XOTP) en Ottomaanse lire (XOTL) werden gebruikt.
Na de Eerste Wereldoorlog werd het Egyptisch pond ingevoerd. Tijdens het mandaat van de Fransen werd het Libanees-Syrisch pond (XLSP) gevoerd, dat gelijkstond aan 20 Franse franken. In 1948 werd het Libanese pond ingevoerd, waarbij de al in 1939 voltrokken scheiding tussen Syrische en Libanese munteenheden officieel werd. Eén pond was honderd piaster, maar deze verdeeleenheid wordt door de hoge inflatie in het verleden niet meer gebruikt.
Al in het begin van zijn invoering werd het pond meerdere malen aan buitenlandse valuta gekoppeld. Vanwege de inflatie door de oorlog werd de koppeling aan de Amerikaanse dollar definitief in december 1997. De wisselkoers is sindsdien bij 1507,5 Libanese pond tegen een dollar gefixeerd.
Vanaf 2019 zit het land in grote economische problemen. Tussen 2019 en 2021 kromp de economie met 58%. Was de inflatie in 2019 nog 3% op jaarbasis, maar in 2020 was dit gestegen naar 85% en in 2021 was het weer verdubbeld naar 155%. In het kader van de economische crise ontstond een zwarte markt, waarbij in juni 2021 het pond slechts een tiende van de officiële notering waard was. In de periode januari tot en met november 2022 was de inflatie 190%.
Op 1 februari 2023 werd de officiële wisselkoers aangepast. Vanaf deze datum is de officiële koers 15.000 Libanees pond, voor 1 februari was dit nog 1507 pond voor een Amerikaanse dollar. Op de zwarte markt werd voor een dollar zo'n 65.000 pond betaald per medio februari 2023.

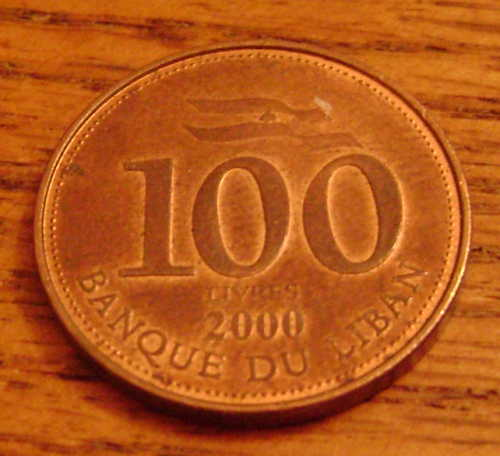
Muntstuk van 100 pond uit 2000 (voorzijde)
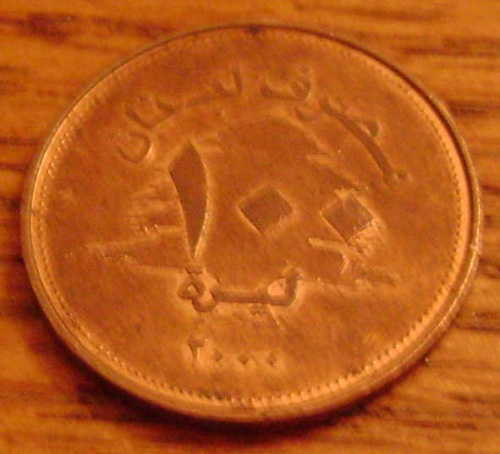
idem (achterzijde)